# 21737 Stephenshulz
21737 Stephenshulz è un asteroide della fascia principale. Scoperto nel 1999, presenta un'orbita caratterizzata da un semiasse maggiore pari a 2,4193738 UA e da un'eccentricità di 0,1531799, inclinata di 1,45057° rispetto all'eclittica.